# Diecezja Lüliang
Diecezja Lüliang – rzymskokatolicka diecezja w Chińskiej Republice Ludowej ze stolicą w Lüliang w prowincji Shanxi, należąca do metropolii Taiyuan.

## Historia
Diecezja powstała 28 października 2024 po zniesieniu przez papieża Franciszka diecezji Fenyang. Obejmuje w całości tereny prefektury miejskiej Lüliang. W chwili utworzenia liczyła 3 346 500 mieszkańców, wśród których było około 20 000 katolików oraz 51 księży i 26 sióstr zakonnych.